# Liatris ohlingerae
Liatris ohlingerae es una rara especie de fanerógama de la familia Asteraceae, conocida por los nombres comunes de la estrella ardiente de Florida y estrella ardiente de matorrales. Es endémica de Florida en los Estados Unidos, donde sólo se da en la cordillera del lago Wales junto con muchas otras plantas poco comuness. Está amenazada por la pérdida y degradación de su hábitat y está clasificada federalmente como especie en peligro de extinción.
Es una hierba perenne que crece 30 cm a un metro de altura a partir de un cormo cilíndrico. Las hojas glandulares son de forma lineal y las más largas cerca de la base de la planta pueden alcanzar los 15 cm de largo. La inflorescencia contiene hasta treinta discos de flores. Está forrado con filarios verdes de borde púrpura y contiene corolas tubulares color lavanda.
Crece en el hábitat de matorral de Florida en la cordillera del lago de Wales de Florida Central. Crece sobre calvas de romero en áreas de matorral de pino de arena, áreas abiertas donde la luz del sol llega a través del dosel de la vegetación más alta. También crece en el ecotono entre las zonas soleadas abiertas y el sotobosque sombreado, mostrando cierta preferencia por la sombra. A menudo crece debajo de los arbustos de romero de Florida (Ceratiola ericoides), y es aparentemente resistente a los compuestos alelopáticos que produce el romero. La polinizan mariposas. Esta relación es necesaria para la reproducción de la planta, porque es autoincompatible, incapaz de autofecundarse. La planta es relativamente longeva, a menudo vive más de nueve años.
Los herbívoros a menudo afectan a la planta. Su producción de flores se reduce al ser las plantas "rematadas" por los vertebrados, en particular el venado cola blanca (Odocoileus virginianus). Hasta el 30% de los capullos florales son consumidos por insectos. Después de la dispersión de las semillas, los insectos y vertebrados las depredan fuertemente.
A partir de 2009 hubo noventa y una ocurrencias de la planta. Algunas se encuentran en tierras protegidas, por lo que su hábitat no se perderá por el desarrollo o la agricultura. Sin embargo, incluso las tierras protegidas a menudo son objeto de una gestión inadecuada. Carece del régimen natural de incendios del que depende el ecosistema de matorral de Florida. Cuando el fuego quema el hábitat, esta planta puede rebrotar de su corcho.